# Бульвар Дружбы (Санкт-Петербург)
Бульвар Дружбы — улица в Красносельском районе Санкт-Петербурга на территории посёлка Горелово. Соединяет Набережную и Московскую улицы. Протяжённость — 373 м.

## География
Улица проложена в направлении с северо-запада на юго-восток (по нумерации домов).
Ширина улицы 4 метра или 2 полосы движения.

## Транспорт
- Ж/д платформа Горелово (610 м)

Остановка 10 км
- Автобусы: 145, 145Б, 147, 165, 245, 442, 458, 458Б, 481, 482, 482В, 484, 546, 636, 639А
- Маршрутные такси: 631, 650В

## Примыкает
с северо-запада на юго-восток:
- Набережная улица
- Московская улица